# Probleem van Napoleon
Het probleem van Napoleon is een vraagstuk uit de euclidische meetkunde. Gevraagd wordt, een cirkel(omtrek) in kwarten te verdelen door alleen maar gebruik te maken van een passer.

## Achtergrond
Volgens een anekdote van N.A. Court zou generaal Napoleon Bonaparte in december 1797 hebben deelgenomen aan een bijeenkomst van schrijvers en geleerden. Hij onderhield Lagrange en Laplace met de oplossing van enkele problemen uit de elementaire meetkunde waar geen van deze twee beroemde wiskundigen van op de hoogte waren. Napoleon was niet de auteur van de oplossing, maar had tijdens zijn campagne in Noord-Italië de dichter en meetkundige Lorenzo Mascheroni ontmoet. Diens bekendste wiskundige werk is de Geometria del compasso, Meetkunde van de passer, gepubliceerd in 1797. Daarin geeft hij een stelling die Georg Mohr ruim honderd jaar daarvoor had gepubliceerd, en die nu als de stelling van Mohr-Mascheroni bekendstaat. Ieder punt dat met passer en liniaal kan worden geconstrueerd, kan volgens deze stelling ook worden geconstrueerd zonder de liniaal te gebruiken.
Zij {\displaystyle C} de gegeven cirkel met middelpunt {\displaystyle O}, waarvan het middelpunt nog bekend is. Kies een willekeurig punt {\displaystyle X} op de omtrek en teken een cirkel met dezelfde straal en met middelpunt {\displaystyle X}. Die cirkel gaat door {\displaystyle O}. Noem {\displaystyle V} en {\displaystyle Y} de twee snijpunten van de nieuwe cirkel met {\displaystyle C}. Teken nog eens een cirkel met dezelfde straal, ditmaal met middelpunt {\displaystyle Y}. Deze snijdt de oorspronkelijke cirkel in {\displaystyle X} en in een tweede punt, dat we {\displaystyle Z} noemen. De lijnstukken {\displaystyle OV,OX,OY} en {\displaystyle OZ} zijn per definitie even lang als de de straal van {\displaystyle C}, maar {\displaystyle VX,XY} en {\displaystyle YZ} zijn dat ook. {\displaystyle V,X,Y} en {\displaystyle Z} liggen op een regelmatige zeshoek. De lengte van de lijnstukken {\displaystyle VY} en {\displaystyle XZ} is daarom {\displaystyle {\sqrt {3\ }}} keer de straal van {\displaystyle C}.